# (183963) 2004 DJ64
(183963) 2004 DJ64 est un objet transneptunien faisant partie des cubewanos.

## Caractéristiques
(183963) 2004 DJ64 mesure environ 130 km de diamètre.

## Orbite
L'orbite de 2004 DJ64 possède un demi-grand axe de 44,213 ua et une période orbitale d'environ 294 ans. Son périhélie l'amène à 39,814 ua du Soleil et son aphélie l'en éloigne de 48,612 ua. Il s'agit d'un cubewano.

## Découverte
2004 DJ64 a été découvert le 26 février 2004.